# Arnaldo Sertoli
Arnaldo Sertoli (Napoli, 10 dicembre 1892 – Sondrio, 31 ottobre 1981) è stato un politico e sindacalista italiano.

## Biografia

### I primi anni
Discendente dal ramo di Delebio della dinastia nobiliare dei Sertoli, è stato sindaco e poi podestà della stessa città, Già volontario di guerra, nel 1918 fu promosso tenente.
Iscritto fin dal 1920 ai Fasci italiani di combattimento, nel marzo 1921 Sertoli fu tra i fondatori del Fascio di Morbegno, di cui Sertoli nel 1921 scala rapidamente i vertici diventando vice-federale della Provincia di Sondrio nonché principale esponente di Morbegno e della bassa Valtellina Ben presto scoppiò il contrasto tra il sondriese Mario Lucchetti, federale e capofila della componente di sinistra legata all'anima populista, e Sertoli esponente di punta dell'ala di destra. Entrato in contrasto col federale, Sertoli fu per breve tempo espulso dal partito nel 1923 insieme a diversi iscritti di Morbegno per essere poi reintegrato a seguito del commissariamento del PNF da parte del generale Attilio Terruzzi. Uscito vincitore dallo scontro con Lucchetti, Sertoli divenne la figura di spicco del Fascio di Sondrio. Nel 1923, fin dalla fondazione, Sertoli era entrato a far parte della Milizia Volontaria per la Sicurezza Nazionale.

### L'Associazione Nazionale Alpini "Sezione Valtellinese"

1932 Sondrio il presidente nazionale dell'ANA Angelo Manaresi e Arnaldo Sertoli)

Nel 1928 Sertoli fu eletto presidente Associazione Nazionale Alpini della Valtellina che aveva sede a Sondrio, carica che conservò fino al 1936. Sertoli assunse la guida dell'ANA valtellinese che negli anni precedenti era andata incontro ad una crisi che aveva portato allo scioglimento di alcune sezioni tra cui quella del capoluogo.
Il Presidente Nazionale dell'ANA Angelo Manaresi cercò di infondere un nuovo impulso all'associazione e in Valtellina Arnaldo Sertoli, nel frattempo eletto deputato, serrò le file degli iscritti ricomponendo la sezione di Sondrio.
Nel 1930 a Schilpario, La sezione della Valtellina vinse il campionato ANA di sci del 1930 a Schilpario, del 1931 ad Asiago e del 1934 a Limone Piemonte. Nel 1936 ai IV Giochi olimpici invernali di Garmisch la squadra alpina guidata del capitano Enrico Silvestri e composta da Luigi Perenni, Sisto Scilligo e Stefano Sertorelli, ottennero l’oro olimpico nella disciplina Pattuglia militare. Mentre la sezione di Bormio ottennero ottimi risultati ai campionati di Bormio e l'anno seguente di Madesimo.

### Il sindacalismo
Sertoli guidò i sindacati fascisti della provincia di Sondrio come Segretario Generale occupandosi di migliorare le condizioni di vita dei contadini attraverso la Federazione degli Enti Autarchici e fu membro della Commissione reale per l'amministrazione straordinaria della provincia, già vice preside del rettorato provinciale di Sondrio fu chiamato a presiederlo direttamente a seguito delle dimissioni di Emilio Bosatta dal 1929 al 1931. Diventato deputato grazie all'attività sindacale, insieme a Eugenio Morelli (senatore della provincia di Sondrio) diede un forte impulso alla legislazione sociale creando degli organi mutualistici centrali per sviluppare della politica assistenziale e previdenziale. Fu inoltre promotore di una provvedimento legislazione speciale che ridusse l’estimo catastale nella zone agrarie di montagna della Valtellina.
Dopo l'armistizio dell'8 settembre 1943 aderì alla Repubblica Sociale Italiana e fu nominato podestà della città di Aosta. Colonnello degli alpini, ha combattuto in entrambe le guerre mondiali.